# Assault Attack
Assault Attack es el tercer álbum de estudio de la banda inglesa de hard rock y heavy metal Michael Schenker Group, publicado en 1982 por Chrysalis Records. Es el único trabajo con el vocalista Graham Bonnet, que ingresó a la agrupación luego de la salida de Gary Barden y además su producción estuvo a cargo de Martin Birch que solo días antes acabó de producir el álbum The Number of the Beast de Iron Maiden. Por otro lado, en el 2005 la revista alemana Rock Hard lo situó en el lugar 481 en su lista de los 500 grandes álbumes del rock y del metal de todos los tiempos.

## Antecedentes
Luego de girar por Japón en 1981 donde se grabó el disco en vivo One Night at Budokan, la banda volvió al Reino Unido para dar algunas presentaciones en ciertas ciudades de dicho país. Por aquel tiempo, Cozy Powell y el mánager Peter Mensch sugirieron cambiar a Gary Barden por un cantante más completo, postulando a David Coverdale, pero Michael Schenker estaba interesado en incluir a Graham Bonnet. Esta diferencia de opinión generó una fuerte discusión entre los integrantes de la banda, que significó la salida de Barden y más tarde la renuncia de Mensch como representante. A mediados de 1982, Powell y Paul Raymond anunciaron su salida del grupo por razones personales, cuyos reemplazantes fueron Ted McKenna y Tommy Eyre respectivamente, pero este último solo participó como músico de sesión.
A las pocas semanas después y luego de llegar a un acuerdo con Schenker, Graham ingresó a la banda, para luego dirigirse a Francia donde se escribió y grabó el álbum bajo la producción de Martin Birch. Durante su gira promocional, específicamente en Sheffield, Bonnet insultó a la banda pero principalmente a Michael, que dio como resultado su despido a tan solo cuarenta y ocho horas antes de su presentación en el Festival de Reading. Para suplir la vacante de vocalista, Schenker volvió a contratar a Gary Barden para cantar en el festival y con ello retornó a la banda para las siguientes producciones.

## Lista de canciones
| N.º | Título                   | Escritor(es)                    | Duración |  |
| 1.  | «Assault Attack»         | Schenker, Bonnet, Glen, McKenna | 4:19     |  |
| 2.  | «Rock You to the Ground» | Schenker, Bonnet                | 5:49     |  |
| 3.  | «Dancer»                 | Schenker, Bonnet                | 4:42     |  |
| 4.  | «Samurai»                | Schenker, Bonnet, Glen          | 5:18     |  |
| 5.  | «Desert Song»            | Schenker, Bonnet                | 5:52     |  |
| 6.  | «Broken Promises»        | Schenker, Bonnet, Glen          | 6:23     |  |
| 7.  | «Searching for a Reason» | Schenker, Bonnet                | 3:49     |  |
| 8.  | «Ulcer»                  | Schenker                        | 3:54     |  |

| Pista adicional en reelanzamiento de 2009 |                   |                  |          |  |
| N.º                                       | Título            | Escritor(es)     | Duración |  |
| 9.                                        | «Girl from Uptow» | Schenker, Bonnet | 5:21     |  |

## Posicionamiento en listas musicales
| País           | Lista (1982)       | Posición |
| -------------- | ------------------ | -------- |
| Estados Unidos | Billboard 200      | 151      |
| Japón          | Japan Albums Chart | 9        |
| Reino Unido    | UK Albums Chart    | 19       |
| Suecia         | Sverigetopplistan  | 34       |

## Personal
- Michael Schenker: guitarra eléctrica
- Graham Bonnet: voz y coros
- Chris Glen: bajo
- Ted McKenna: batería
- Tommy Eyre: teclados (músico de sesión)